# Mike Elliott (aerodinámico)
Mike Elliott (St Austell; 4 de junio de 1974) es un aerodinámico británico que se dedica a la Fórmula 1. Actualmente se encuentra sin equipo luego de ser despedido del equipo Mercedes AMG Petronas.

## Biografía
Elliott comenzó su carrera en el automovilismo en 2000 como aerodinámico de McLaren. En 2003, se convirtió en aerodinámico en pista antes de convertirse en el líder del equipo de rendimiento aerodinámico en McLaren en 2006. En 2008, se mudó al equipo Renault F1 para convertirse en el principal aerodinámico. Permaneció en el equipo de Enstone hasta 2012, cuando se mudó a Mercedes para convertirse en el jefe de aerodinámica. En 2017 reemplazó a Geoff Willis como director de tecnología en Mercedes. En 2021 sucedió a James Allison como director técnico del equipo hasta el 2023 cuando lo despidieron. 

## Trayectoria
- Aerodinámico: McLaren (2000-2003)
- Aerodinámico en pista: McLaren (2003-2006)
- Rendimiento aerodinámico del líder del equipo: McLaren (2006-2008)
- Aerodinámico principal: Renault (2008-2011)
- Aerodinámico principal: Lotus (2012)
- Jefe de aerodinámica: Mercedes (2012-2017)
- Director de tecnología: Mercedes (2017-2021)
- Director técnico: Mercedes (2021-2023)